# 大場磐雄
大場 磐雄（おおば いわお、1899年9月3日 - 1975年6月7日）は、日本の考古学者。國學院大學教授。旧姓は谷川だが、昭和3年（1928年）、母方の大場家を相続し、以後、大場姓となる。楽石と号す。

## 経歴
出生から修学期
明治32年(1899年)、東京府麻布区笄町で生まれた。 正則中学校で学んだ。中学時代から鳥居龍蔵の門下であり、大学時代も薫陶を受けた。中学時代から土器などの採集旅行に頻繁に出かけ、歴史地理学会、日本考古学会、アイヌ研究会などに所属していた。大正7年、國學院大學に入学。大学では折口信夫の「葛の葉狐話」を聞き、民俗学に傾倒。郷土研究会の中心的メンバーとして活躍した。1922年、國學院大學文学部国史科を卒業。
民俗学・考古学研究者として(戦前)
卒業後は教諭となり、横浜第二中学校(現・神奈川県立横浜翠嵐高等学校)に勤務。1925年、内務省嘱託として神社局考証課に勤務。内務省神社局考証課時代には、課長の宮地直一（後に東京帝国大学教授）の指導を受けた。1928年、母方の大場家を相続し、改姓。1941年、日本古代文化学会を立ち上げるにあたっては、発起人に名を連ねた。
太平洋戦争後
1948年、学位論文『祭祀遺跡の研究』を國學院大學に提出して文学博士号を取得。1949年、國學院大學教授となり、同大学図書館長に就いた。1970年、國學院大學を退官。その後も、死去するまで同大学大学院客員教授をつとめた。1975年、食道癌及び胃癌で永眠。

## 受賞・栄典
- 1972年：学術教育文化功労により銀盃を受ける。
- 1975年：勲三等瑞宝章を授与される。

## 研究内容・業績
古代日本の信仰あるいは精神世界に関心を持ち、神道や祭祀遺跡などの遺跡を研究した。中でも、神道考古学を体系化した。本人が「私の考古学はただの考古学ではない。考古民俗学（または民俗考古学）だ」と言うように、文献史学・民俗学・考古学三位一体のスケールの大きな古代日本の研究が特徴である。主著は『大場磐雄著作集』(全8巻)にまとめられている。
- 國學院大學で折口信夫に師事し、折口門下五博士のうちの一人。

## エピソード
- 國學院大學在学時の国史科のクラス会では民謡、小唄、カッポレ、さらには自作の大津絵まで披露し、芸達者な一面があった。また、酒豪であった。
- 卒業論文が、西洋史の小林秀雄教授より「体を成しているのは谷川君（大場の旧姓）のだけだ」と評された。なお、卒業に際しては優等賞を受けている。

## 著作
著書
- 『日本考古学概説』日東書院 1934
- 『考古学』建設社 1935
- 『日本古文化序説』明世堂 1943
- 『神道考古学論攷』葦牙書房 1943
- 『古代農村の復原：登呂遺跡研究』あしかび書房 1948
- 『日本考古学新講』あしかび書房 1948
- 『考古学ものがたり』あかね書房 1952
- 『まつり：考古学から探る日本古代の祭』学生社 1967
- 『祭祀遺跡：神道考古学の基礎的研究』角川書店 1970
- 『常陸大生古墳群』雄山閣 1971
- 『考古学上から見た古氏族の研究』永井出版 1975

著作集
- 『大場磐雄著作集』(全8巻) 雄山閣出版 1975-1976

1. 1巻『先史文化論考』上
2. 2巻『先史文化論考』下
3. 3巻『原史文化論考』
4. 4巻『歴史考古学論考』
5. 5巻『古典と考古学』
6. 6巻『記録考古学史楽石雑筆』上
7. 7巻『記録考古学史楽石雑筆』中
8. 8巻『記録考古学史楽石雑筆』下